# Stati Arabi Uniti
Stati Arabi Uniti (in arabo الدول العربية المتحدة‎?, al-Duwal al-ʿArabiyya al-Muttaḥida) fu il nome assunto da una confederazione di Stati che ebbe breve vita (dal 1958 al 1961); la confederazione era composta da Egitto, Siria e Regno Mutawakkilita dello Yemen.
Dapprima furono Egitto e Siria ad unirsi nella Repubblica Araba Unita. In seguito, il Regno Mutawakkilita dello Yemen, che aveva firmato trattati di difesa reciproca con l'Egitto, decise di associarsi in un secondo momento, con una forma istituzionale ancora meno rigida, denominata appunto Stati Arabi Uniti.
Né l'unione né la confederazione sono riuscite a combattere gli interessi nazionali divergenti dei paesi membri, e si dissolsero nel 1961, a seguito di un colpo di stato a Damasco che aveva portato al ritiro della Siria.